# Hospital Nacional Guido Valadares
O Hospital Nacional Guido Valadares, anteriormente designado por Hospital Nacional de Díli, é o hospital nacional de Timor-Leste. Está localizado na parte leste da capital, Díli. 
O hospital trata pacientes a nível obstétrico e cirúrgico. Nas instalações do hospital, há também um edifício para doenças oculares. A diálise é realizada no departamento de medicina. Há um departamento de anestésicos com uma unidade de cuidados intensivos.

## Histórico
O hospital foi fundado em 1982 pela então administração indonésia de Timor-Leste, e foi construído no ano seguinte. Inicialmente, seu nome, em indonésio, era Rumah Sakit Umum Pusat Dili (RSUP) (trad. Hospital Geral Central de Díli ); também era conhecido como Hospital Nacional de Díli. 
Como consequência da crise de 1999 que levou finalmente à independência de Timor-Leste da Indonésia, o hospital foi assumido pelo Comité Internacional da Cruz Vermelha (CICV), que o geriu até 2003, um período que incluiu uma preparação de um ano para a transferência. Durante esse período, o IRC e o governo de Timor-Leste cooperaram na modernização do hospital, incluindo a expansão do número de enfermarias e unidades, o recrutamento de mais pessoal e a melhoria do equipamento médico e não médico.
A partir de 2000, o Fundo das Nações Unidas para a População (UNFPA) auxiliou o hospital, fornecendo-lhe equipamento médico e reforçando a capacidade do pessoal de saúde para exercer a obstetrícia e a ginecologia, a fim de ajudar a resolver o problema da elevada mortalidade materna e de outras questões de saúde reprodutiva.
Ao mesmo tempo, o Ministério da Saúde tomou medidas para recrutar profissionais de saúde para deslocar aqueles que tinham fugido de Timor-Leste durante a crise de 1999; dos 126 médicos que lá trabalhavam em 1999, apenas 26 permaneceram em todo o país. Em 2001, o Ministério tinha recrutado 724 profissionais de saúde, mas como incluíam poucos especialistas com formação de nível superior, o hospital nacional ainda tinha uma taxa de vagas de 96%. 
O CICV entregou oficialmente o hospital ao governo de Timor-Leste em 29 de junho de 2003. Durante a cerimônia de entrega, Mari Alkatiri, Primeiro-Ministro do primeiro governo constitucional do país, inaugurou vários novos edifícios e anunciou que o governo havia renomeado oficialmente o hospital em homenagem a Guido Valadares, um antigo membro do Comitê Nacional da Fretilin e Vice-Ministro do Trabalho e Bem-Estar Social no Conselho de Ministros formado pela Fretilin em 1975. 
Em 15 de Novembro de 2005, Alkatiri lançou um projecto de 5,9 milhões de euros para a melhoria do hospital. O projecto, co-financiado pelo governo e pela União Europeia, e com conclusão prevista para Outubro de 2007, incluía a reabilitação completa do complexo hospitalar e a construção de uma nova sala de operações. Durante a cerimónia de lançamento, Alkatiri sublinhou também o papel importante que Cuba e a China estavam a desempenhar no fornecimento de pessoal ao hospital. 
Em 2011, o HNGV tinha 260 leitos, com serviços de saúde secundários e terciários. Em 2014, o número de leitos aumentou para 340, estendendo-se por 14 enfermarias e unidades; o hospital também tinha 581 funcionários, tanto internacionais como locais. 
Também em 2014, uma avaliação de acreditação externa foi realizada no hospital usando a ferramenta de pesquisa de Acreditação de Prontidão Hospitalar da International Finance Corporation (IFC). A pontuação naquele ano foi de apenas 5,7%; a avaliação tem sido realizada anualmente desde então, para monitorar a melhoria. 
No mesmo ano, uma análise funcional do HNGV realizada para o Ministério da Saúde concluiu que as capacidades de gestão eram muito baixas em todos os níveis, com os gerentes superiores e médios sem formação educacional formal em gestão. Consequentemente, a organização do trabalho era muito pobre, assim como a qualidade do controle e da supervisão. A gerência intermediária e a equipe estavam geralmente desmotivadas. 
De acordo com o relatório da análise funcional, a fraca liderança no hospital estava afetando toda a sua estrutura de gestão. A grande maioria das pessoas entrevistadas pelos autores do relatório disse que a situação global no hospital estava se deteriorando há anos, e que a deterioração havia se acelerado desde 2011. A alta gerência não havia sido simpática a essa visão e, por sua vez, havia feito suas próprias reclamações sobre a supervisão do hospital pelo Ministério. 
A estrutura de alta gerência do HNGV era a mesma de um hospital de 50 leitos, e os autores do relatório consideraram que uma estrutura revisada que o HNGV estava propondo ao Ministério seria pior. Além disso, havia violações diárias importantes da maioria das regras elementares de higiene e prevenção de infecções, e ninguém no hospital parecia se importar. As recomendações do relatório incluíam uma mudança drástica na liderança do hospital, uma melhoria nas capacidades de gestão, alterações nas práticas de pessoal, organização do trabalho, supervisão e controle e maior sistematização. 
Após analisar o relatório, o Ministério desenvolveu um programa de treinamento de quatro dias para promover a boa governança dos hospitais. O programa foi realizado em vários locais, incluindo quatro dos hospitais de referência regionais de Timor-Leste, e depois, em meados de outubro de 2016, foi realizado no HNGV. 
No ano seguinte, 2017, o governo do Japão concordou em fornecer ao HNGV uma variedade de equipamentos médicos no valor de 200 milhões de ienes (aproximadamente US$ 1,83 milhão). O objetivo da bolsa era melhorar o serviço de saúde do HNGV, especialmente para pacientes que necessitavam de cuidados de emergência ou obstétricos e ginecológicos. A pontuação da pesquisa de Acreditação de Prontidão Hospitalar do IFC daquele ano foi de 26%. Além disso, um grupo de pesquisadores realizou uma análise do gerenciamento de medicamentos no departamento de farmácia do hospital. O resultado dessa análise, que não foi publicado até 2020, indicou que a maioria dos sistemas de gerenciamento ainda não estava em conformidade com os padrões aplicáveis. 
Entretanto, no dia 16 de abril de 2019, a Vice-Ministra dos Cuidados de Saúde Primários, Élia dos Reis Amaral  empossou 17 novos Chefes de Departamento do HNGV.
Durante a pandemia de COVID-19 em 2020 e 2021, o HNGV relatou que tinha uma série de pontos fortes relacionados à manutenção da qualidade, incluindo liderança, uma equipe de qualidade estabelecida, um Comitê multidisciplinar de Qualidade e Segurança, um lema hospitalar apropriado ("Excelência em serviço, comprometimento, compaixão e conhecimento") e equipe motivada. Além disso, a equipe de qualidade do HNGV estava envolvida em treinamento nos outros cinco hospitais de referência do país, e a satisfação do paciente com o HNGV aumentou de 77% em 2019 para 89% em 2021. Por outro lado, houve uma grande diminuição relacionada à pandemia nas visitas ao departamento ambulatorial e ao pronto-socorro, causada principalmente por uma "falta de confiança" no sistema de saúde e "aumento do medo" do hospital durante a pandemia. 
Uma outra consequência da pandemia da COVID-19 foi a doação em julho-agosto de 2021 pelo CICV à Cruz Vermelha de Timor-Leste (CVTL) e ao HNGV de mais de 115.000 itens de equipamento de proteção individual (EPI) e materiais de saneamento. Como hospital de referência nacional para a COVID-19, o HNGV não só tratou pacientes com COVID-19, mas também forneceu equipamento, incluindo materiais doados pelo CICV, e pessoal, a outros prestadores de cuidados de saúde que estavam a tratar a doença em Timor-Leste. 
No início de 2022, o Royal Australasian College of Surgeons contratou um consultor para desenvolver um plano estratégico para melhorar a função de educação clínica no HNGV e apoiar o posicionamento da unidade como um hospital universitário nacional a longo prazo. 
Em 24 de junho de 2022, uma unidade de terapia intensiva móvel (UTI) chegou a Timor-Leste para ser localizada no HNGV. Ela foi doada pelo povo americano, como parte dos US$ 20 milhões fornecidos para apoiar a segurança sanitária de Timor-Leste. A primeira unidade da UTI foi um suplemento de 9 leitos aos 25 leitos de UTI com os quais o hospital já estava equipado. Mais tarde naquele ano, em 5 de outubro de 2022, o Conselho de Ministros do governo aprovou uma proposta da Ministra da Saúde, Odete Maria Freitas Belo, para a construção de uma Unidade de Terapia Intensiva Pediátrica e Coronária de cinco andares no HNGV. Esperava-se que a unidade melhorasse o atendimento especializado de qualidade para casos pediátricos de emergência e urgência, e também a resposta nacional a surtos emergentes e esporádicos de doenças com grandes impactos na saúde pública, incluindo dengue e cólera.
A pedra fundamental do novo edifício da UTI foi lançada pelo Primeiro-Ministro, Taur Matan Ruak, em 26 de janeiro de 2023. Durante a cerimônia de lançamento da pedra fundamental, Belo disse que a instalação levaria dois anos para ser construída e, quando concluída, acomodaria 327 leitos, 81 parteiras e 163 enfermeiras. 

## Serviços
O HNGV administra cuidados de saúde para pacientes internados e uma ampla gama de serviços de saúde ambulatoriais; também possui instalações de atendimento de emergência, serviços especializados e instalações laboratoriais aprimoradas. Em 2022, tinha 260–340 leitos de internação. Em ocasiões, como quando há um surto de dengue, os pacientes são forçados a compartilhar os leitos. 
Os serviços de internação no HNGV abrangem medicina geral, cirurgia geral, pediatria, obstetrícia e ginecologia e emergência. O hospital também admite pacientes para procedimentos eletivos por meio de clínicas ambulatoriais. Em 2014, os serviços ambulatoriais fornecidos eram: 
- Medicina interna
- Cirurgia
- Pediatria
- Obstetrícia e ginecologia
- Saúde materno-infantil
- Cardíaco
- Dermatologia
- Cuidados dentários
- Otorrinolaringologia (ORL)
- Psicologia
- Angiologia
- Aconselhamento para HIV/AIDS

Além disso, o HNGV dispõe de serviços de apoio clínico abrangentes: laboratório e transfusão de sangue, farmácia, radiologia, fisioterapia e acupuntura. O laboratório de diagnóstico no local inclui hematologia, bioquímica e histopatologia; o Laboratório Nacional de Saúde (LNS), que se encontra nas proximidades, fornece serviços de microbiologia diagnóstica. 
Também no local do hospital, mas separadamente dos edifícios de atendimento ambulatorial, há uma importante unidade nacional de atendimento oftalmológico; ela oferece tratamento ambulatorial diário para cataratas e também assistência médica ocular aos municípios. 

## Ensino
O RACS, em colaboração com o Ministério da Saúde, gere um projeto para a prestação de serviços clínicos e formação de pessoal médico no HNGV. O projeto tem sido conduzido desde 2002 no âmbito do Programa de Assistência para Serviços Secundários da Austrália e Timor-Leste (ATLASS) e é financiado pelo governo australiano. Em 2016, o projeto envolveu a disponibilização de especialistas em cinco áreas – cirurgia, pediatria, medicina de emergência, anestesia e obstetrícia e ginecologia – para ajudar, em particular, na formação de pós-graduação de médicos e parteiras timorenses. 
Um projeto equivalente, conhecido como East Timor Fellowship, é conduzido no HNGV pela Sociedade Australiana de Anestesistas (ASA); apoia um membro da ASA para auxiliar na formação de não especialistas em anestesia. 
Além disso, sob uma parceria entre o Royal Darwin Hospital (RDH), Austrália, e o HNGV, pediatras da Austrália ensinam estagiários de pediatria no HNGV, e estagiários de pediatria de Timor-Leste passam um tempo como registradores pediátricos no RDH. O projeto de parceria é financiado por uma bolsa Australian Awards Fellowship, e também foi apoiado pelo MIGA Medical Insurance Australia. 
O principal parceiro de desenvolvimento do HNGV, especialmente em relação ao ensino, é um provedor australiano de serviços de saúde, o St John of God Health Care, que tem um memorando de entendimento (MoU) com o governo para desenvolver estratégias e programas para a melhoria das práticas de saúde e padrões de enfermagem no hospital. Desde 2010, o St John of God Health Care tem oferecido um Programa de Desenvolvimento de Enfermagem e Obstetrícia no HNGV, em parceria com o Ministério da Saúde. O objetivo do programa é melhorar os padrões de enfermagem e obstetrícia para alcançar uma melhor qualidade de saúde em Timor-Leste. Em 2023, o programa foi apoiado pela Santos, uma empresa australiana de exploração e produção de petróleo e gás; anteriormente, a partir de 2013, o apoiador era a subsidiária australiana da ConocoPhillips, uma corporação americana, em nome dos parceiros de joint venture do projeto Bayu-Undan, um projeto de extração de petróleo no Mar de Timor. 
Outro projeto de ensino operado pela St John of God Health Care no HNGV é um Health Manager Program (HMP), para enfermeiros emergentes e estabelecidos e outros líderes hospitalares. Primeiro entregue como um curso piloto em 2016, o HMP usa o aprendizado baseado em projetos para ensinar os participantes a liderar equipes e a empreender processos de melhoria da qualidade em todas as unidades hospitalares. 
O HNGV também está envolvido no programa de Saúde Materno-Infantil (SMI) administrado pela Fundação Alola, uma ONG fundada em 2001 por Kirsty Sword Gusmão, uma ex- primeira-dama de Timor-Leste. Como parte desse programa, a Fundação Alola designa Oficiais de Ligação Hospitalar em quatro hospitais de referência, incluindo o HNGV, para educar e auxiliar novas mães em relação à amamentação e realizar intervenção precoce para bebês prematuros e abaixo do peso. 